# 西林誠一郎
西林 誠一郎（にしばやし せいいちろう、1970年9月17日 - ）は日本のプロシュートボクサーである。

## 歴史
1970年9月17日、大阪府出身。幼い頃に両親が離婚し祖母に預けられた。
1989年に19歳で力炎館からプロデベュー。
1998年に緒方建一とジュニアファルコン級タイトルマッチを争いKO負けをきっかけにしてリングから離れた。
2001年に豊田利晃監督の「アンチェイン」に出演。4人の登場人物の1人である。またこの映画は5年前から監督が製作したドキュメンタリー映画である。